# Борислав Косановић
Борислав Косановић (Сомбор, 13. април 1982) српски је песник и прозни писац.

## Биографија
Завршио је Основну школу "Никола Тесла" у Кљајићеву, Средњу трговачку школу у Сомбору. Пише  поезију од своје двадесете године. Члан је И.К. „Арте” из Београда. Као аутор је објављиван у више зборника и антологија савремене поезије. Учествовао је на више међународних колонија и фестивала у земљи и региону. У филму „Повратак“, редитеља Предрага Јакшића, радио је у продукцијском тиму.
Са супругом и ћерком живи и ствара у Кљајићеву код Сомбора.
Косановић је члан удружења књижевника Србије и Свесловенског књижевног друштва.

## Награде и признања
- 2014 и 2015: Добитник награде Арте куће за песника године.[1]
- 2016: Роман Под сјенком букове шуме Арте кућа прогласила романом 2016. године.[1]

### Поезија
- Када се снови сруше (2014)
- Четири нијансе љубави (2015)
- Песници умиру млади (2018)

### Романи
- Под сјенком букове шуме (2016
- Повратак - романсирана биографију глумца Лазара Роквуда (2017)
- Грумен подно Проклетија (2021)

### Приповетке
- Табакера грофа Шекериша (2020)